# Cone Island (Noyes Island)
Cone Island is een eiland voor de kust van Noyes Island in de Alexanderarchipel in de Alaska Panhandle in het zuidoosten van Alaska in de Verenigde Staten.

## Geografie
Het eiland is ongeveer vier kilometer lang en ligt tussen Noyes Island in het noorden en Baker Island in het zuiden. Ten noordoosten ligt Lulu Island. Ten noorden van het eiland ligt het Saint Nicholas Channel, ten zuidoosten Siketi Sound en ten zuidwesten de Golf van Alaska.

## Geschiedenis
In 1914 werd de naam van het eiland gepubliceerd door de United States National Geodetic Survey.